# Погореловка (Перемышльский район)
Погоре́ловка — деревня в Перемышльском районе Калужской области, административный центр муниципального образования Сельское поселение «Деревня Погореловка».

## География
Расположена на развилке автодорог межмуниципального значения 29Н-374 и 29Н-531, в 9 километрах на запад от районного центра — села Перемышль на обеих берегах безымянного ручья, южнее впадающего в реку Малую Гвидку.

## Население
| 2002 | 2010 |
| ---- | ---- |
| 161  | ↗177 |

## История
В атласе Калужского наместничества, изданного в 1782 году, — Погореловка обозначена на карте как деревня Перемышльского уезда.

Село Варваренки, деревни Петровское, Погорелкова, Кузменки, Экономического ведомства, что прежде были Шеровкина монастыря. … на правом берегу речки Малой Воробьевки при коей пруд.— Описания и алфавиты к Калужскому атласу
В 1858 году деревня (каз.) Погореловка 1-го стана Перемышльского уезда, при речке Пторѣ и пруде, 23 дворах и 172 жителях — по правую сторону почтового Киевского тракта.
К 1914 году Погореловка — деревня Полянской волости Перемышльского уезда Калужской губернии. В 1913 году население 211человек.
В годы Великой Отечественной войны деревня была оккупирована войсками Нацистской Германии с 8 октября по 26 декабря 1941 года. Освобождена в ходе Калужской наступательной операции частями 50-й армии генерал-лейтенанта И. В. Болдина.
В деревне имеется ФАП, библиотека, основная общеобразовательная школа.

## Объекты историко-культурного наследия
Памятник землякам, погибшим в годы Великой Отечественной войны. Расположен в центре деревни.